# Schell City
Schell City é uma cidade localizada no estado americano de Missouri, no Condado de Vernon.

## Demografia
Segundo o censo americano de 2000, a sua população era de 286 habitantes.
Em 2006, foi estimada uma população de 289, um aumento de 3 (1.0%).

## Geografia
De acordo com o United States Census Bureau tem uma área de
1,6 km², dos quais 1,6 km² cobertos por terra e 0,0 km² cobertos por água.

## Localidades na vizinhança
O diagrama seguinte representa as localidades num raio de 20 km ao redor de Schell City.